# Oumako
Oumako è un arrondissement del Benin situato nella città di Comè (dipartimento di Mono) con 4.003 abitanti (dato 2006).